# Гончар, Сергей Анатольевич
Сергей Анатольевич Гончар (родился 10 октября 1958 года в Новосибирске) — советский и российский военачальник, генерал-лейтенант, начальник Санкт-Петербургского военного института внутренних войск МВД в 2008—2012 годах, командующий войсками Восточного регионального командования внутренних войск МВД России в 2012—2016 годах, кандидат исторических наук.

## Биография
Родился 10 октября 1958 года в Новосибирске. Окончил Новосибирское высшее военное командное училище внутренних войск МВД СССР в 1979 году. В 1979—1993 годах проходил военную службу на разных должностях, начиная с должности командира взвода и заканчивая должностями начальника штаба управления внутренних войск МВД Киргизии и заместителя начальника войсковой оперативной группы Центрального управления внутренних войск МВД Российской Федерации.
В 1990 году окончил Военную академию имени М. В. Фрунзе. В 1993—2000 годах служил в Главном командовании внутренних войск МВД Российской Федерации. Будучи начальником отдела оперативного управления главного штаба Главного командования, поступил в Военную академию Генерального штаба Вооружённых сил Российской Федерации, которую окончил в 2002 году. После её окончания назначен начальником Центра оперативно-тактических исследований внутренних войск. С декабря 2005 года — заместитель командующего войсками Сибирского регионального командования внутренних войск по боевой подготовке. Участник боевых действий на Северном Кавказе, обеспечивал охрану общественного порядка при чрезвычайных обстоятельствах.
В марте 2008 года возглавил Санкт-Петербургский военный институт внутренних войск МВД Российской Федерации. Кандидат исторических наук. В январе 2012 года покинул пост начальника института и указом Президента РФ был назначен командующим войсками Восточного регионального командования внутренних войск МВД Российской Федерации. Этот пост занимал до ноября 2016 года. 19 декабря 2016 года назначен заместителем председателя правительства Хабаровского края.
В 2019 году занимал пост советника секретариата ОДКБ по ФССН, участвовал в открытии совместных учений сил ОДКБ «Взаимодействие-2019». По состоянию на 2025 год — заместитель начальника Управления противодействия вызовам и угрозам Секретариата ОДКБ.

## Награды
Отмечен следующими орденами и наградами:
- Орден Мужества
- Орден "За военные заслуги"
- Медаль Суворова
- Медаль «За отличие в охране общественного порядка»
- Медаль «В память 850-летия Москвы»
- Медаль «За воинскую доблесть»
- Медаль «За боевое содружество»
- Медаль «За отличие в воинской службе»
- Медаль «200 лет МВД России»
- Медали «За отличие в службе» I, II и III степеней

## Публикации
- С. А. Гончар. Управление педагогическим процессом вуза внутренних войск МВД России // Вестник Санкт-Петербургского университета МВД России. — 2010. — № 2 (46). — С. 162—169.